# Sielsowiet Nowy Dwór (obwód grodzieński)
Sielsowiet Nowy Dwór (biał. Навадворскі сельсавет, ros. Новодворский сельсовет) – sielsowiet na Białorusi, w obwodzie grodzieńskim, w rejonie świsłockim, z siedzibą w Nowym Dworze.
Według spisu z 2009 sielsowiet Nowy Dwór zamieszkiwało 2175 osób, w tym 1267 Białorusinów (58,25%), 849 Polaków (39,03%), 50 Rosjan (2,30%), 6 Ukraińców (0,28%) i 3 osoby innej narodowości.
Większość terytorium sielsowietu położone jest na terenie Parku Narodowego „Puszcza Białowieska”.

## Miejscowości
- agromiasteczka:
  - Kornedź
  - Nowy Dwór
- wsie:
  - Bierniki
  - Bojary
  - Janowszczyzna
  - Łozy
  - Mosuszyn Mały
  - Mosuszyn Wielki
  - Nowosiółki
  - Studzieniki
  - Szurycze
  - Terespol
  - Zaleśna
- chutory:
  - Jałowo
  - Oszczep
  - Sobótka
  - Wójtów Most